# Festetics Sándor
Tolnai gróf Festetics Sándor Ágost Dénes (Dég, 1882. május 31. – Balatonrendes, 1956. szeptember 12.) politikus, hadügyminiszter; hitbizományi nagybirtokos, gróf Károlyi Mihály sógora.

## Élete

### Ifjúsága
A gróf tolnai Festetics család sarja. Festetics Andor (1843-1930) gróf, politikus, miniszter, és verőczei Pejacsevich Lenke (1851-1936) grófnő fia. Jogi tanulmányokat folytatott, majd a diplomáciai vizsga letétele után Európa több államában teljesített diplomáciai szolgálatot, többek között követségi attaséként is (1913-1917). Az első világháború alatt a cs. és kir. 19. huszárezred tisztje volt. A leszereléséig a századosi rendfokozatig emelkedett, később őrnaggyá léptették elő.

### Politikai pályája
A főrendiház örökös tagja volt. 1918. december 29-én került a Honvédelmi Minisztérium élére. Legfontosabb feladatának tekintette, hogy a hadseregben és a politikai életben egyaránt gátat vessen a forradalmi, baloldali mozgalmak erősödésének. Folytatni igyekezett a Bartha Albert által megkezdett intézkedéseket a hadsereg fegyelmének, a vezetés tekintélyének megszilárdítására, a szocialista forradalmi befolyás csökkentésére. Kísérletet tett, hogy karhatalmi alakulatok, tiszti századok létrehozásával az ellenforradalmi törekvések számára megbízható fegyveres támaszt teremtsen. 1919. január 7-re akciót készített elő a kommunista vezetők letartóztatására és a forradalmi irányítás alatt álló csapatok lefegyverzésére. A terv azonban kiszivárgott és ezáltal a baloldal éles támadásának középpontjába került. Bár Károlyi Festeticset menteni igyekezett, az országos politikai helyzetnek alakulása folytán, a jelentős balratolódással járó január 19-i kormányátalakításkor a hadügyminiszteri tárcától megválni kényszerült.
Festetics Sándor a későbbiek során a magyarországi nemzetiszocialista mozgalom megalapítójaként tette nevét emlékezetessé. 1931-től az enyingi választókerület országgyűlési képviselője az Egységes Párt (EP) színeiben. Az EP Nemzeti Egység Pártjává szervezését követően kilépett a pártból. 1933-1938 között a Magyar Nemzeti Szocialista Párt vezetője lett, 1935-ben már ennek a pártnak a programjával került a parlamentbe. „Mezőföld” c. hetilapjában nemzetiszocialista propagandát fejtett ki. Hívei 1938 után Szálasi Ferenchez csatlakoztak.
A második világháború után a népbíróság 5 év fegyházra ítélte, 1949-ben kiszabadult és internálták, így csak 1953-ban került szabadlábra.

### Családja

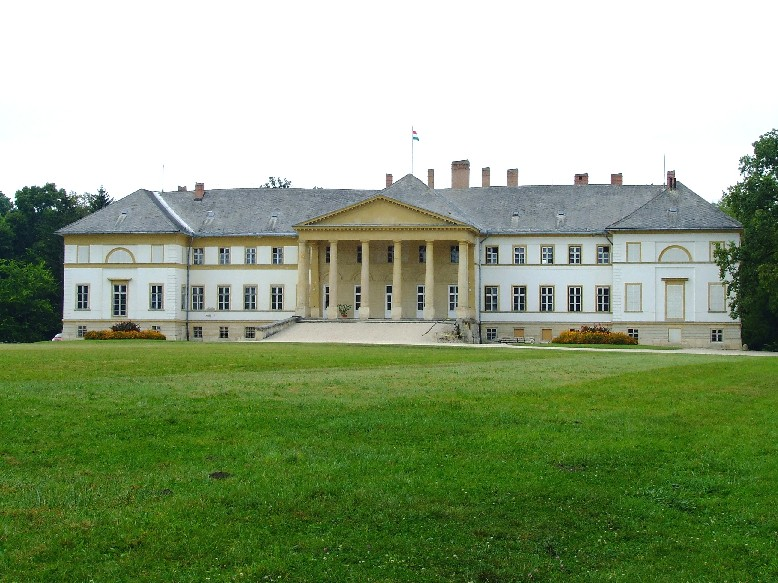
A dégi kastélyban született Festetics Sándor

Károlyi Mihály nővérét, gróf Károlyi Júlia Mária Gabriella Alexandrina (*Parád, 1883. június 1.–Balatonrendes, 1954. június 29.) kisasszonyt Budapesten 1911. október 9-én vette feleségül, akinek a szülei nagykárolyi gróf Károlyi Gyula (1837–1890) országgyűlési képviselő, főrend, utazó, császári és királyi kamarás, Nagy-Küküllő vármegye főispánja, és gróf erdődi Pálffy Geraldine (1859–1928) voltak. Négy gyermekük született:
- Erzsébet (?–1909)
- Miklós Sándor Mária Leó Nándor (1912–1971)
- Mária József Ernő (1915–)
- Izabella Mária Paula Zsuzsanna (1921–)